# John Pearse
John Pearse (* 12. September 1939 in Hook, Hampshire; † 31. Oktober 2008 in Bietigheim-Bissingen) war ein britischer Gitarrist, der in den 1960er-Jahren den ersten im Fernsehen ausgestrahlten Gitarrenunterricht gab.

## Leben
Pearse spielte in seiner Jugend Banjo und Gitarre in einer Jazz-Band. Ab Mitte der 1950er-Jahre lebte er in London, wo er Gitarrenunterricht gab und abends in Clubs auftrat. In dieser Zeit baute John Bailey aus einer englischen Cister einen Vorläufer der Irischen Bouzouki für Pearse, die später von Johnny Moynihan bekanntgemacht wurde.
Ein Produzent der BBC entdeckte Pearse in London, und ab 1965 war er in der in Schwarzweiß ausgestrahlten Fernsehserie Hold Down a Chord zu sehen. Der Erfolg der Reihe war so groß, dass das Format auch in andere Länder verkauft wurde. In Deutschland wurde die Reihe (namens Akkord und Rhythmus) in den 1970er-Jahren im Dritten Programm ausgestrahlt; Pearse moderierte die Sendung selbst in deutscher Sprache. Daneben arbeitete er als Musikproduzent für Capitol Records und Warner Brothers.
Pearse übersiedelte 1978 in die USA, wo er für den Gitarrenhersteller C. F. Martin & Co., Inc. arbeitete. Später gründete er seine eigene Firma für Gitarrensaiten. Anfang der 1980er Jahre folgte eine Neuauflage der Serie für den Sender PBS.
Im Laufe der Jahre veröffentlichte John Pearse eine Reihe von Schallplatten, Lehrheften sowie Lehrvideos in mehreren Sprachen.
Im Jahr 1983 war er infolge eines Fehlers bei einer Untersuchung des Rückenmarks mit Kontrastmitteleinspritzung vom Hals abwärts gelähmt, konnte sich jedoch nach einem Jahr davon erholen und sogar wieder Gitarre spielen. Zuletzt lebte er in Besigheim, wo er am 5. November 2008 auch beerdigt wurde.

## Diskografie

### Eigene
- Rap-a-tap-tap – English Folk Songs Miss Pringle Never Taught Us. (Mit Frank Purslow, Pseudonym für Frank Chapman) LP  Folklore Records, 1961
- Bottoms Up! – English Soak Songs for Fools. (Mit Frank Purslow) EP, Folklore Records, 1961
- John Pearse., LP, Xtra, 1965
- Folk 66. (Mit Colin Wilkie & Shirley Hart) LP, ARC, 1966
- Guitar Train. LP, Metronome, 1968 (Deutsche Neuveröffentlichung von John Pearse, 1965)
- Blues, Rags & Raga., LP, DaCamera, 1972
- Travelling Man. LP, Songbird, 1975
- Alive and Well… and Living in America. LP, Underdog Records, 1980
- Together. (Mit Mary Faith Rhoads) LP, Underdog Records, 1980
- Live! At Kutztown. LP, Shubb, 2002
- The Lost 1966 Waldeck Audition. CD, Bear Family, 2010
- des Weiteren diverse Gitarrenschul-LPs

### Auf Sammlungen mit anderen Künstlern
- Makaber macht lustig. LP, Xenophon, 1967 – (Down in the Valley, As I Went Out One Morning)
- Burg Waldeck Festival 1967. LP, Xenophon 1968 – (Cocaine)
- Chanson & Folk Supersession, Volume 1. LP, Intercord Xenophon, 1975 – (Cocaine)
- Chanson & Folk Supersession, Volume 2. LP, Intercord Xenophon, 1975 – (Down in the Valley)
- Contemporary Folk Guitar. LP, CAMBRA records, 1982 – (McGee’s Rag, Guitar Train)
- Burg Waldeck Festivals 1967 – Chanson, Folklore International. Doppel-CD (erweiterte Neuveröffentlichung der LP von 1968), Studio Wedemark, 2004 – (Cocaine)
- Die Burg Waldeck Festivals 1964–1969. 10 CDs mit Buch, Bear Family, 2008 – (The Shoemaker’s Kiss mit Shirley Hart, The Bonnie Lass O’Fyvie mit Colin Wilkie, It’s of a Little Taylor, As I Went Out One Morning, Cocaine, McGee’s Jig, Oh Baby, It Ain’t no Lie)

## Publikationen
- The John Pearse Album of Ragtime Guitar Solos. B. Feldman & Co. Ltd., London 1970
- Akkord & Rhythmus – für Anfänger. Verlagsgesellschaft Schulfernsehen (VGS), Köln 1974
- Akkord & Rhythmus – für Fortgeschrittene. VGS, Köln 1974
- Gitarren-Blues. VGS, Köln, 1974, ISBN 3-8025-6009-4